# Brunovce
Brunovce (węg. Brunóc) – wieś i gmina (obec) w powiecie Nowe Miasto nad Wagiem, w kraju trenczyńskim, w zachodniej Słowacji. Liczy około 543 osób (dane z 2016).

## Historia
Brunovce były miejscem występowania kultury unietyckiej z epoki brązu. Pierwsza pisemna wzmianka o wsi pochodzi z 1374. Należała ona do kilku rodzin szlacheckich. Mieszkańcy zajmują się głównie uprawą roli, kobiety wyszywają również tradycyjne koronki i haftują.

## Zabytki
We wsi znajduje się późnorenesansowy dwór wybudowany w latach 1695–1697 z barokową kaplicą. Pierwotnie znajdowały się tu także wał obronny z rowem oraz dwukondygnacyjny budynek z trzema narożnymi wieżami. W jego okolicy położony jest park angielski z końca XVIII wieku.

## Geografia
Centrum wsi leży na wysokości 172 m n.p.m. Gmina zajmuje powierzchnię 5,821 km².

## Zasoby genealogiczne
Zapisy badań genealogicznych przechowywane są w archiwum państwowym „Statny Archiv w Bratysławie, na Słowacji”.
- zapisy kościoła rzymskokatolickiego (urodzenia/małżeństwa/zgony) w parafii A
- zapisy kościoła luterańskiego (urodzenia/małżeństwa/zgony) w parafii B